# Обрасци пијења алкохола
Обрасци пијења алкохола су неопходни и јасно дефинисати термини „употребе”, „злоупотребе” и „зависност од алкохола”. Они су уведени у медицинску праксу како би се направиле разлике и избегли могуће недоумице и забуне између њих.
Алкохол је легализована психоактивна супстанца (ПАС) и његов промет и трговина су законски регулисани. Пијење алкохола је друштвено прихватљива активност, а у неким културама чак и фаворизована до нивоа обавезног ритуала у многим друштвеним ситуацијама (нпр прославе, славе, народни обичаји итд). У таквим условима неопходно је дефинисати када друштвено прихватљиво пијење постаје ризично, или када оно прелази у патологију (злоупотребу и зависност од алкохола).

## Основни појмови
Употреба алкохола
„Употреба” алкохола дефинише се као било какво уношење алкохола. Често се користи термин „употреба алкохола са малим ризиком”
за пијење у оквиру законских и медицинских граница, које вероватно неће довести до проблема са алкохолом.
Злоупотреба алкохола
Злоупотреба алкохола је општи термин који се користи да означи било коју врсту ризика, од хазардерског пијења до зависности од алкохола.
Зависност од алкохола
Овим називом означава се пролонгирани унос веће количине алкохола у организам, који има за последицу адаптацију организма на алкохол и појаву функционалних (а касније и органских) промена у централном нервном систему (ЦНС) које се феноменолошки манифестују синдромом зависности од алкохола или алкохолозмом.. У даљем следу догађаја алтерацијама у организму алкохолочара успоставља се „нова равнотежа”, која даље доводи до развоја суштинских феномена зависности од алкохола: толеранције и апстиненцијалног синдрома.
Зависност представља специфичан психосоцијални исход једног комплексног неуробиолошког процеса у егзистенцији појединца. Као фармаколошки појам зависност проистиче из стварања физиолошке адаптације на супстанцу и појаве апстиненцијалног синдрома у моменту престајања уношења и дејства супстанце. Са насталим психобиолошким поремећајима проистеклим из те адаптације зависност постаје болест централног нервног система. Развија се перзистентна и компулзивна употреба кроз формирање дугорочне асоцијативне меморије у неколико неуралних мрежа укључујући префронталну кору мозга.
Стандардно пиће
Умерено (нискоризично) и ризично пијење алкохола су обрасци пијења који се дефинишу преко броја попијених алкохолних пића. Како се алкохолна пића разликују по јачини (проценту алкохола који садрже) и величини паковања, неопходно је било да медицинска струка дефиниђе и појам стандардног алкохолног пића, или „стандардног пића” (СП). На тај начин појам стандардно пиће изједначава различите врсте алкохолних пића по количини алкохола који садрже. 
Међутим на глобалном нивоу постоје значајне разлике, на пример, стандардно пиће у Јапану има 19,75 грама алкохола, а у Канади 3,6 грама алкохола. Светска здравствена организација у студији о нискоризичном пијењу користила је меру од 10 грама алкохола за једно стандардно пиће. Међутим, када се узме у обзир конверзиони фактор алкохола у граме (али и прагматични разлози), прихватљиво је до 13 грама алкохола у стандардном пићу.
Према томе прихватљивим нормативима као стандардно пиће рачуна се алкохолно пиће са 13 грама етанола. На пример, стандардно пиће је:
- чаша жестоког пића (40 ml са 40% алкохола),
- чаша вина (140 ml са 12% алкохола),
- једна чаша (флаша) пива (330 ml са 5% алкохола).[7]

## Обрасци пијења алкохола
| Умерено (нискоризично) пијење                                                                               | - За мушкарце: до два „стандардна пића” (СП) дневно - За жене: до једног „стандардног пића” (СП) дневно - За старије особе оба пола мање од једног „стандардна пића” (СП) на дан                                                                                            |
| Ризично (прекомерно) пијење (носи ризик по здравље)                                                         | - За мушкарце – више од 14 „стандардних пића” (СП) недељно или преко четири СП током једне одређене ситуације - За жене – више од седам СП недељно или више од два СП током једне одређене ситуације - Учестале интоксикације (оба пола)                                    |
| Штетно пијење (уколико је пијење алкохола довело до соматских или психичких поремећаја)                     | - Јасни докази о томе да је алкохол одговоран за такве поремећаје. - Идентификована природа штетног ефекта пијења. - Пијење алкохола перзистира најмање месец дана или се понавља током протеклих годину дана. - Особа није зависна од алкохола.                            |
| Злоупотреба алкохола присуство једног или више проблема удружених са алкохолом током једногодишњег периода) | - Неспособност извршавања личних обавеза у школи, на послу или у кући - Понављано пијење у потенцијално опасним ситуацијама - Проблеми са законом због алкохола - Континуирана употреба упркос његовом утицају на социјалне и персоналне односе у смислу постојања проблема |